# 大成安代
大成 安代（おおなり やすよ、1986年12月25日 - ）は、元NHKのアナウンサー。

## 人物
広島県三原市で育ち、広島大学附属福山高等学校を経て、京都大学経済学部に進学する。大学在学中に、第23回NHK全国大学放送コンテストで優秀な成績を収め（映像CM部門優勝・他2部門準優勝）、京都大学総長賞を団体受賞。また、メディアアートゼミ学生によるショートムービー『Silent Sound』に出演している。大学卒業後、2010年NHK入局。入局直前に妙心寺退蔵院副住職の松山大耕と結婚、「松山安代」の名で入局。大学時代から引き続いて京都放送局勤務となった。同放送局時代に携わった、若者向け特別番組『青春替え歌ショー ロバミミ』の企画の一環で「赤いスイートピー」の替え歌「苦いバレンタイン」を披露。この替え歌の冒頭で「松山安代の中学時代の本人自ら替え歌にしたものである」との字幕が表示された上で、中学生時代体重が65kgあったこと、当時のあだ名が「歩くコレステロール」だったと歌っている。
2012年2月に、牛田茉友と入れ替わる形で山口放送局に異動となった。異動に伴い、旧姓の「大成」に変更している。2014年7月末に、山口から仙台に異動となった。2016年4月、仙台から東京アナウンス室に異動。同月から2018年3月まで『ニュースチェック11』のスポーツキャスターを務めた。番組内では自身の名を冠した「大成チョイス」というコーナーが設けられた。異動後のリオデジャネイロオリンピックや2018年の平昌オリンピックの五輪報道でも活躍した。 31歳の誕生日となる2017年12月25日に、大学時代の友人の紹介で同年6月に知り合った広告関係の会社に勤務する28歳の3歳年下での一般男性と再婚した。
2018年春、「再婚して、家庭を大事にできる生き方をしたくなりました」との理由で退局。5月30日から6月1日に自身のTwitterにて公表した。退職後一般企業に転職、同局での経験を生かして司会やナレーションなどできる範囲で活動を行うとしている。2020年6月18日に、第1子を出産したことを公表した。

## 担当番組
京都放送局時代（2010年度 - 2011年度）
- 京都府のニュース・中継・リポート
- スゴロQ ジャパン（2011年8月22日）- 三宅裕司と共に進行役

山口放送局時代（2012年度 - 2013年度）
- 山口県のニュース・中継・リポート
- 第63回全国植樹祭 2012やまぐち（2012年5月27日） - 土方康と共に進行役
- FIFAコンフェデレーションズカップ2013（2013年6月） - スタジオ司会
- 首都圏ネットワーク（2013年8月12日 - 16日、片山千恵子の夏休みに伴う代理キャスター）
- ハートネットTV 原発事故・避難者アンケート（ナレーション、2015年5月27日）

仙台放送局時代（2014年度 - 2015年度）
- 宮城県・東北地方のニュース・中継・リポート
- ニュースウオッチ9（スポーツ担当）（2015年7月13日 - 7月17日、佐々木彩の夏休みに伴う代理キャスター）
- NHKニュースおはよう日本（2015年8月24日 - 8月28日、和久田麻由子が夏休みに伴い、合原明子が6:30 - 7:45時間枠の代理を務めたことによる代理キャスター）
- おはよう宮城（2014年9月 - 2016年3月）
- 東北Z　サンドウィッチマンのどうなってる?（2014年10月 - 、司会）
- 宮城!やっぺぇTV キャスター（2015年4月3日・大好き 東北 回から）

東京アナウンス室時代（2016年度 - 2018年度）
- ニュースチェック11（スポーツキャスター：2016年4月4日 - 2018年3月30日）
- リオデジャネイロオリンピック　デイリーハイライト（2016年8月5日 - 12日）
- ピョンチャンオリンピック　デイリーハイライト（2018年2月15日 - 2月19日）

## 同期のアナウンサー
- 桑子真帆
- 田中泉（退職）
- 酒井良彦
- 宮﨑慶太
- 西阪太志
- 栗原望
- 大橋拓
- 岡崎太希
- 高木優吾
- 三平泰丈
- 中沢圭吾
- 松田雄偉（退職）